# 御冠船料理
御冠船料理（うかんしんりょうり、おかんせんりょうり）とは、中国の皇帝の命を受け、琉球国王の冊封の儀式を行うために琉球に派遣された冊封使を歓待するために、冊封使一行が琉球に滞在する間に行われた七回の「大宴」で振る舞われた料理である。中国の宴会料理を基本とし、福建料理からの影響が色濃いが、沖縄料理、 日本料理と融合している面も見られる。

## 由来

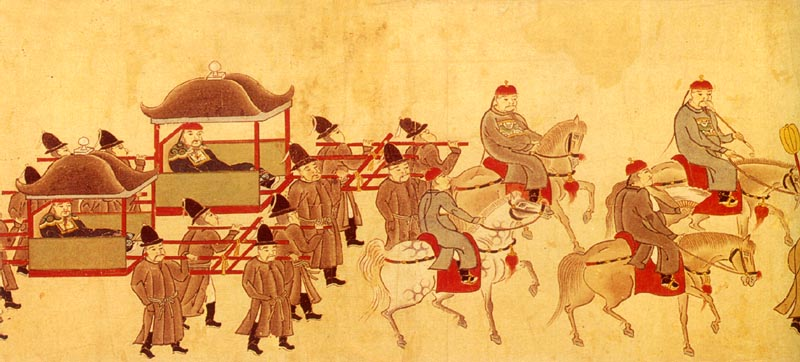
琉球における冊封使の行列

御冠船料理は、琉球国王の冊封の儀式を行うために琉球に派遣された、中国皇帝の勅使である冊封使を歓待するための宴席料理である。冊封使は琉球へ船で向かったが、冊封使が乗船した船のことを琉球では御冠船と呼んでいたことから、冊封使を歓待する宴席料理のことを御冠船料理と呼ぶようになった。
琉球へ向かう冊封使は、旧暦の5月初旬から6月下旬頃に、南西の季節風に乗って福州を出発し、9月下旬から11月初旬にかけて北東からの季節風に乗って琉球から福州へと戻った。つまり冊封使一行の出発から帰還まで約5～6カ月かかるのが通例であり、琉球での滞在期間も長期に及ぶことになる。そのため一行の退屈しのぎの意味もあって、琉球側は滞在中に様々な行事を設定するようになった。長期間の滞在中、毎月1日と5と10の付く日には「小宴」と呼ばれる通常の食事よりもグレードの高い料理が提供され、琉球国王主催で催される大規模かつ豪華な宴会である「大宴」が7回催されるしきたりであった。その「諭祭の宴」、「冊封の宴」、「中秋の宴」、「重陽の宴」、「餞別の宴」、「拝辞の宴」、「望舟の宴」の七つの「大宴」で振る舞われる料理のことを御冠船料理という。
| 大宴の名称 | 開催場所   | 開催目的                                               | およその開催時期（旧暦） | アトラクション       | 備考                                                                       |
| ---------- | ---------- | ------------------------------------------------------ | ------------------------ | -------------------- | -------------------------------------------------------------------------- |
| 諭祭の宴   | 崇元寺     | 先王を弔う「諭祭礼」終了後の宴席                       | 6月頃                    | 音楽のみ             |                                                                            |
| 冊封の宴   | 首里城北殿 | 新国王の「冊封礼」終了後の宴席                         | 8月頃                    | 音楽のみ             |                                                                            |
| 中秋の宴   | 首里城北殿 | 中秋節を祝う宴席                                       | 8月15日頃                | 音楽と踊り、花火鑑賞 | 宴席と歌舞音曲の終了後、舞台に席を設け、首里城御庭で行われた花火を鑑賞した |
| 重陽の宴   | 首里城北殿 | 重陽を祝う宴席                                         | 9月9日頃                 | 音楽と踊り           |                                                                            |
| 餞別の宴   | 首里城北殿 | 冊封使との餞別のための宴                               | 9月頃                    | 音楽と踊り           |                                                                            |
| 拝辞の宴   | 首里城北殿 | 暇乞いのための宴                                       | 9月頃                    | 音楽と踊り           |                                                                            |
| 望舟の宴   | 天使館     | 冊封儀礼へのお礼と留学生である官生派遣の依頼のための宴 | 9月頃                    | 音楽と踊り           | 宴席中、国王自ら冊封使に官生派遣を皇帝に代奏するよう請願する               |

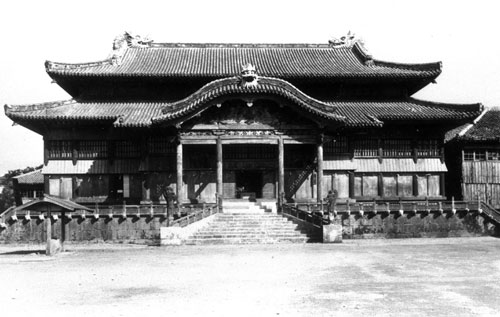
首里城

琉球に初めて冊封使が来たのは1404年であり、その後1866年の尚泰の冊封まで計23回、琉球に冊封使の来訪があった。1533年の尚清の冊封時には6回の「大宴」が催されたとの記録がある。その後16世紀から17世紀初頭にかけての冊封使は、「大宴」への招待を辞退しているケースがみられる。これはまだ7回の「大宴」の開催が定着していなかったためと推測されている。その後1633年の冊封時には7回の「大宴」が催されており、次の1663年の冊封時の記録には旧例に従い7回の「大宴」が催されたとあり、内容的に1633年の冊封時の前例に倣ったものと考えられることから、7回の「大宴」開催は1633年の冊封時に確立されたものと推定されている。
なお、1800年の尚温の冊封時は前年に乾隆帝が没した後の服喪中であったため、7回の「大宴」すべてが行われなかった。

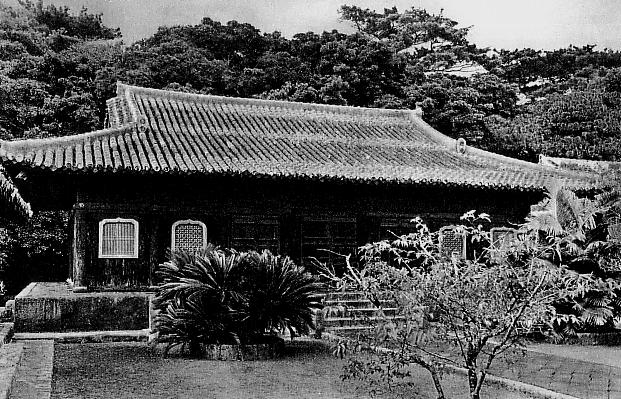
亡くなった先王の論祭礼の後に、「論祭の宴」が行われた崇元寺

1533年に6回の「大宴」が記録されていることからも、7回の「大宴」が制度化された1633年の冊封以前から冊封使の饗応の席が設けられていたことは確実である。しかし御冠船料理についての記録は、1808年の尚灝と1866年の尚泰の冊封時のものしか現存しておらず、1808年、1866年の献立内容は全く同一である。1533年の冊封使は、食材は豊富かつ質も良いものの、琉球の人は料理方法がわからないので冊封使に同道した料理人が料理を作ったと記録している。1606年の冊封使の記録によれば琉球国王は福建出身の料理人を雇っていたとしており、1633年の冊封使は7回の「大宴」は国王が雇った15名の中国人コックが調理を行ったと記録している。実際問題冊封使を琉球に迎えるのは国王の代替わりごとになるため、平均すると20～30年に一回くらいの出来事である。そのため琉球側としてもなかなか御冠船料理を調理するコックを養成するまでに至らなかったのではと推測される。1808年の尚灝の冊封時に至り、ようやく琉球自前の料理人で御冠船料理を担当することが可能となり、そのため冊封使接待マニュアルの一環として尚灝冊封時の御冠船料理に関する記録が整備されたものと考えられている。このマニュアル化は平均すると20～30年に一回作る必要性が生じる御冠船料理の調理技術の保存継承とともに、食材の調達にも役立ったものと見られている。

## 準備

### 食材の入手
船で中国から琉球へ向かう必要がある冊封使一行は、総勢約400名から500名に達し、しかも前述のように風待ちのため数カ月間琉球での滞在を余儀なくされた。琉球王府では冊封使対応のために臨時の役所である七司を設置する慣例となっており、七回の大宴の担当として理宴司、山羊や豚、鶏といった食肉の調達を行う掌牲所、酒や米、野菜の調達を行う供応所が設けられていた。掌牲所と供応所は、大人数かつ長期間にわたる冊封使一行の滞在中の食料に加え、7回の「大宴」で必要となる食料を調達した。
冊封使一行のための食糧は、琉球王国領内の沖縄本島とその周辺の島々、宮古列島、八重山列島の他、1609年の琉球侵攻後は薩摩藩領となった奄美諸島からも集められ、各地から納入された食料は那覇の掌牲所と供応所に集約された。なお調達が困難な場合、代替品の納入や金納も認められていた。山羊や豚、鶏、鹿、卵などの肉や畜産物、ネギやニンニクといった野菜類、海老や鯛、タコやイカ、貝類といった海産物は琉球王国内と奄美諸島から集められた。また琉球王府は冊封使の来訪に備えるため、あらかじめ魚や貝の乱獲を禁じる等の措置を取っていた。また1633年の尚豊の冊封時の宴席で用いるために、薩摩からシカを慶良間諸島に導入したことがケラマジカの由来となったとの説がある。一方、燕の巣、鹿筋（シカのアキレス腱）や牛筋（牛のアキレス腱）などは中国から、干しナマコ、昆布などは日本から購入したと見られている。

### 会場について
7回の「大宴」は、亡くなった先代国王を弔う諭祭礼の後に行われる「諭祭の宴」は崇元寺で行われ、最終の7回目の宴として行われる「望舟の宴」が冊封使一行の宿舎である天使館で行なわれたが、あとの「冊封の宴」、「中秋の宴」、「重陽の宴」、「餞別の宴」、「拝辞の宴」は首里城北殿で開催された。調理に関しては7回目の「望舟の宴」については天使館で調理されたが、あとの6宴は1692年までは首里城内の「唐当蔵」、それ以降は「料理座」で作られたと考えられている。
7回の「大宴」の日程については、候補日の選定の後、国王は式次第を裁可し、天使館の冊封使には式次第が届けられた。

## 献立

### 食器類について
御冠船料理で使用された器に関しては、記録が乏しいためわからないことが多い。1806年と1866年の御冠船料理の記録によれば、食物を盛る陶製の大きな器である大碗、中程度のサイズの陶器製の器である宮碗、口が開いた大きめの器である鉢、そして小皿や取り皿である小碟、菓子類を入れる器である菓碟が用いられている。
また冊封使の記録にも「大宴」で用いられた器について述べられている。1633年の記録では金製、玉製の酒器が用いられており、1663年の記録によれば金銀製の食器が用いられた。1683年の記録では中国製の陶製の器、1800年は金製の器や景徳鎮製の陶器が用いられていたとしている。そして1866年の冊封使の記録によれば、金製、銀製、錫製の酒器や茶器、陶製の茶器、漆器製の菓子用の器、象牙の箸が用いられていた。
首里城の発掘時、料理座の跡地などで中国製、日本製を中心に、地元沖縄の陶磁器などが出土している。中でも多くの碗や皿類、酒器が出土している。これらの碗や皿は御冠船料理の器として使用されたことが想定されている。
以上のことから御冠船料理の食器として、景徳鎮など中国製の陶器を中心として日本製の陶器も用いられていたと推定され、酒器や茶器として金製、銀製そして錫製の器が使用され、菓子用の器として漆器、そして象牙製の箸が用いられていたものと考えられる。

### 身分と料理のグレード
御冠船料理は身分に応じて冊封正副使、従客、下級官吏の三ランクに分けられていた。冊封正副使の宴席は琉球国王が同席し、初段、二段、三段、四段、五段の5回に分けて料理を出していく。初段から四段までは料理4品、湯（スープ）、点心2品が出され、五段は料理4品とご飯、湯が出された。つまり料理20品、湯5品、点心8品、飯のコースである。そして料理の他にも口直しのための菓子・果物など菓碟で16種が供された。また食卓には香炉などが飾られた。食後に食卓上に並べられる看卓と呼ばれる飾りとしての料理・点心とともに、テーブル飾りの塔が並べられた。なお冊封の宴のみ、テーブル飾りに金花が追加された。
従客のランクは初段から四段までの4回に分けて料理が出され、口直しのための菓子・果物などは9品と少なくなり、看卓の品数も減少する。そして下級官吏クラスになると初段から三段までの3回に分けて料理が出されるのみで、口直しのための菓子・果物などは出されず、看卓も無い。また冊封正副使と従客、下級官吏では、例えば初段の料理に用いられる燕の巣のグレードをランクごとに下げており、その他、鹿筋が牛筋になるなど、素材の質を下げたり調理方法も変えるなどしている。

### コースの構成と内容

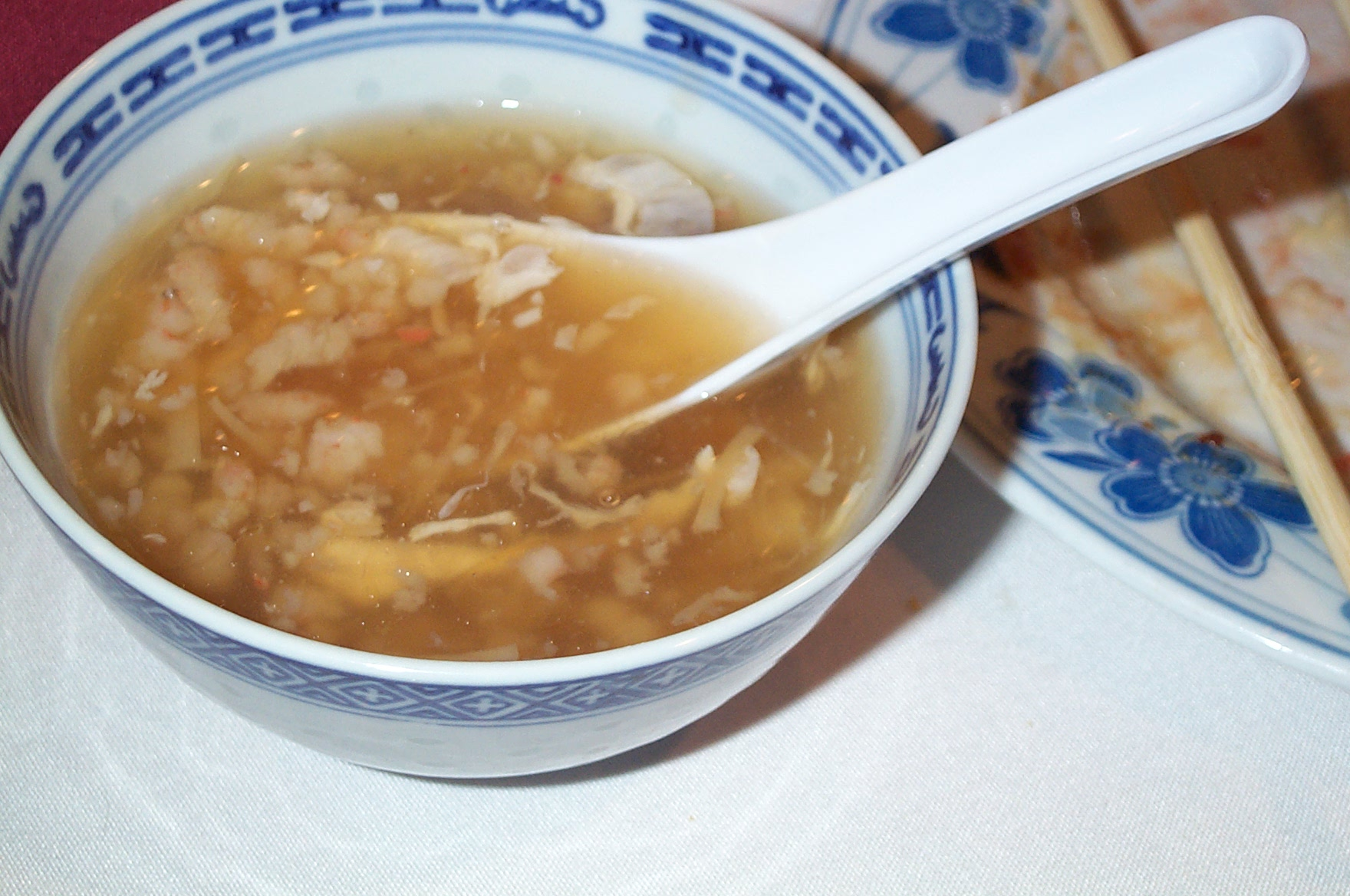
燕の巣の料理

1808年、1866年の冊封時の記録とも、御冠船料理の献立としてそれぞれ材料名が記載されていて、調味料の記載は無く、調理方法についての記載もほとんど無い。そのためどのような料理であったのかについては材料や料理の構成から推定が行われている。なお7回の「大宴」において献立はほぼ同様であった。
御冠船料理では、初段で最高級とされる食材である燕の巣、フカヒレが出されている。これは中国の宴席料理に見られる形式である。また各ランクとも魚料理が宴席のラストに出されることも中華料理の慣習に則ったものである。コースの点心に関しても、初段のもち粟と砂糖で作る満州族の蒸し菓子で、清のルーツである満州を意識してメニューに入れたと考えられる黄米糕と呼ばれる菓子と、卵、砂糖、小麦粉で製したポルトガル由来の南蛮菓子と考えられるケサイチナが最もグレードが高いものであると考えられている。そして各段とも料理四品にスープ一品というのも満漢全席など中華料理のコース料理と同様の形式である。燕の巣、フカヒレ、干しナマコ、鹿筋といった高級な乾物を使用するところは中国の宮廷料理に見られる特徴であるなど、料理の内容もおおむね中華料理に倣ったものであり、御冠船料理は基本的に中華料理の一系統と見なされている。食卓のセッテイング方法もまた中華料理の宴席と同様なものであった。

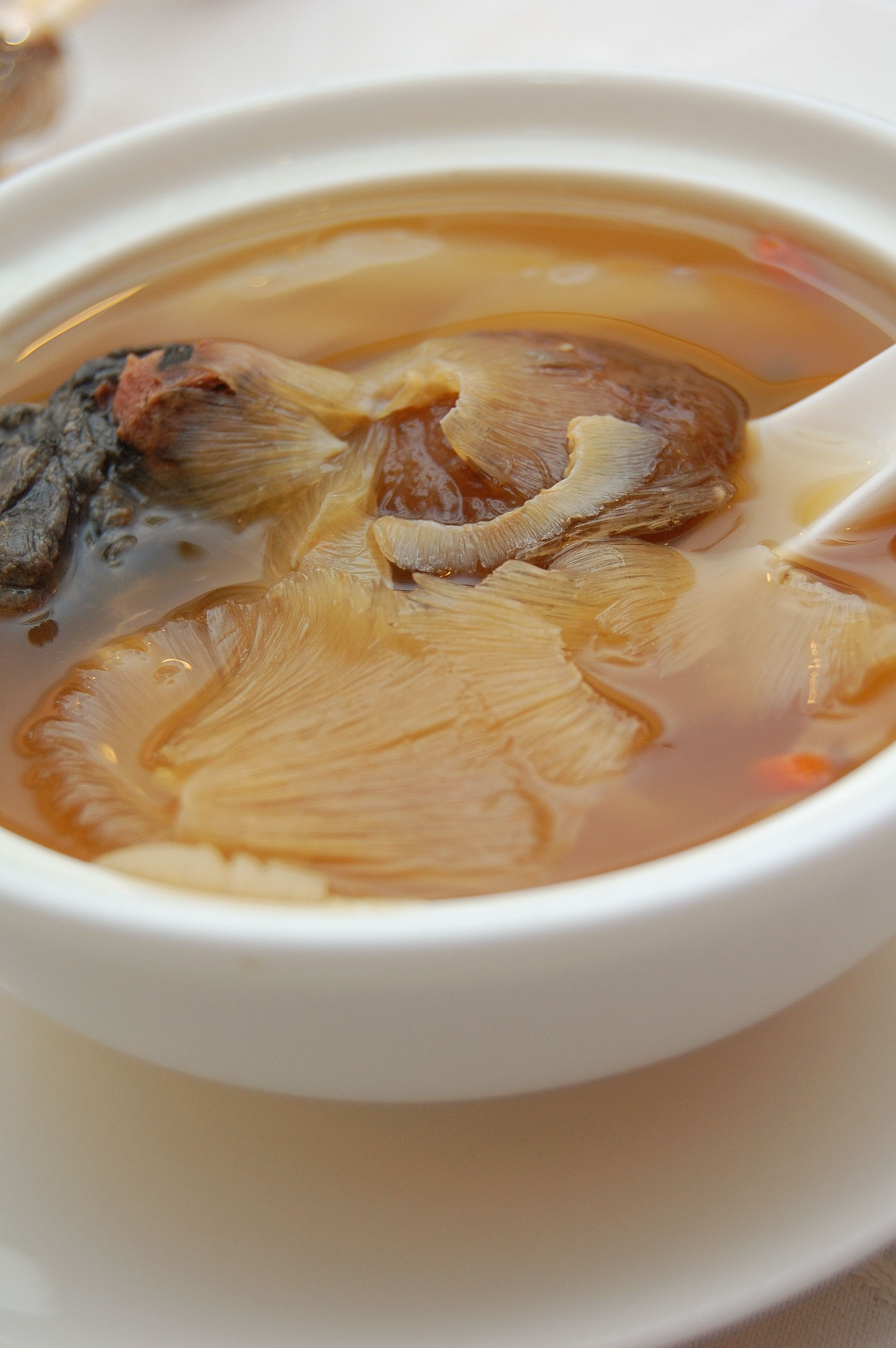
フカヒレの料理

また御冠船料理は中華料理の中でも福建料理からの影響が指摘されている。ゆで卵を赤く染めた赤玉子がコース内で多用されているが、これは福建ではおめでたい食材として結婚式などの祝宴で使用されている。また冊封正副使のコースで多用されている烏心豆は、漢方薬でもあり料理に使用すると臭い消しや美しい緑色であるため料理に彩を添える効果もあるとされ、かつては福建料理の肉料理や臓物を用いた料理では欠かさずに用いられていた。このように御冠船料理には福建料理からの影響が見られる。これは琉球の料理人は福建で中華料理を学んだと考えられており、その結果として福建料理の影響を受けるようになったためと見られている。
コースの中には琉球由来の料理や日本由来のものと考えられるものもある。琉球由来の料理の例としてはジュゴンの料理がある。ジュゴンは琉球では伝統的に食材として用いられていて、琉球王国時代には不老長寿の食物として国王に献上されており、薄切りにして調理したり、干し肉や塩漬け肉に加工して料理に用いたりしていた。また御冠船料理ではアヒルの肉に海老を加えた調理がなされているが、一般的に中華料理ではアヒルと海老を組み合わせることがないため、この料理方法は琉球料理の影響を受けたものであるとの指摘もある。そして日本由来のものとしては小皿である小碟で出された漬物である奈良漬、点心として出された求肥飴に胡麻をまぶした菓子である浅地アメ、かるかん生地に色を付けて蒸した菓子である水山吹などがある。
なお、御冠船料理では記録上使用されている調味料、薬味は辛子のみである。これは実際に使用されなかったのか、使ってはいたが記述を省かれたのかについてははっきりとしない。またコース中に酒、茶が振る舞われたが、どのような酒や茶が出されたのかについては記録されていない。
以上のことから御冠船料理は中国の宴席料理をベースとし、中華料理の中でも福建料理の影響が色濃いが、地元琉球や日本の食材、料理も取り入れており、沖縄料理、日本料理の要素を融合した形の中華料理の一系統であるといえる。

### 御冠船料理49品と調味料・漬物

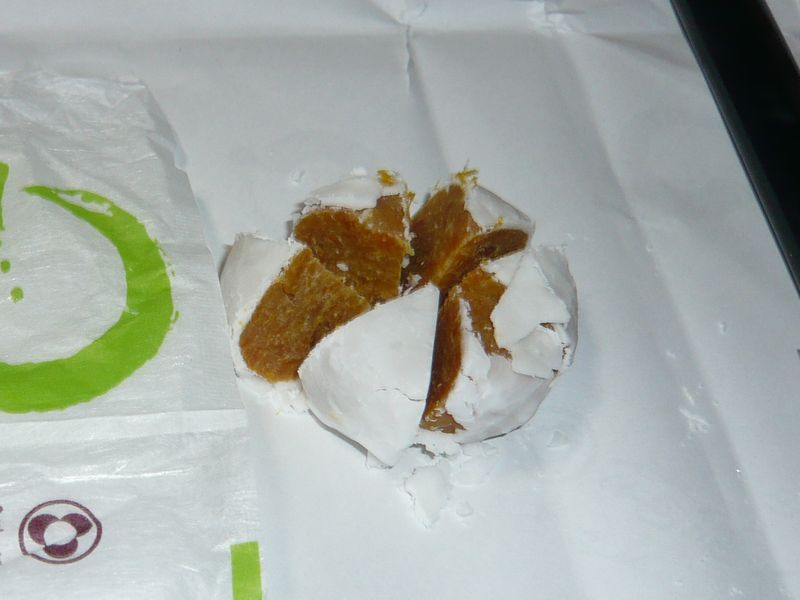
桔餅

| 段   | 料理の器 | 料理1                        | 料理2    | 料理3            | 料理4              | 湯（スープ）                 | 点心1    | 点心2      | 飯 |
| ---- | -------- | ---------------------------- | -------- | ---------------- | ------------------ | ---------------------------- | -------- | ---------- | -- |
| 初段 | 大碗     | 毛ガニと燕の巣               | ふかひれ | ウズラ           | 干しナマコ         | 燕の巣                       | 黄米糕   | ケサイチナ |    |
| 二段 | 大碗     | 鴨（アヒル）                 | 鹿筋     | 三鮮             | 鹿肉               | 川小エビとうば（魚の尾びれ） | 千重糕   | 芋粉餅     |    |
| 三段 | 宮碗     | タウナギないしエラブウミヘビ | 大海老   | 水亀             | 海馬（ジュゴン）   | 春雨とカワノリ               | 浅地アメ | 肉火焼     |    |
| 四段 | 宮碗     | 色はんぺん                   | タニシ   | 豚足             | 大かい（豚の胃袋） | アカガイとイワタケ           | 蘇餃     | 水山吹     |    |
| 五段 | 鉢       | アワビ                       | 炒鶏     | 拌和菜（和え物） | 蒸魚               | 小ハマグリ（アサリ）とヘチマ |          |            | 有 |

菓碟で出された果物・菓子類など16品
桔餅・氷砂糖・ラッカセイ・瓜子（スイカの種）・ライチ・バショウの実・銀魚（シラウオ）・ブドウ・リュウガン・クワイ ・サザエ ・蓮根（レンコン）・干小海老・萬蜜漬（蜜漬けの果物）・焼鶏・焼肉
小碟で出された調味料と漬物
酢・醤油・奈良漬・漬天門（クサスギカズラの根の砂糖漬け）・地漬大根（大根の黒砂糖漬け）・地漬蕪（カブの黒砂糖漬け）

## 式次第
「大宴」の宴席は、宴席参加者が会場に到着するとまずは3回お茶が進められた。その後、琉球側、冊封使一行それぞれの参列者の紹介が行われた。その後、国王と冊封正副使はいったん着替えのため退席し、その際に食卓が整えられた。
着替えが終わった国王と冊封正副使が会場に再登場すると、国王と冊封正副使は、酒と初段から五段までのコース料理と口直しのための菓子・果物など16種が次々と供されることになる。なお、コースで振る舞われる酒も初段から五段までのコース料理も、まず国王が席を立って自ら冊封使に提供しようとして冊封使が辞退し、今度は冊封使が国王に提供しようとして国王が辞退した後に、給仕役が国王、冊封使に差し上げるという手続きを省略することなく繰り返すことになっており、極めて儀礼的色彩が濃い宴席であった。

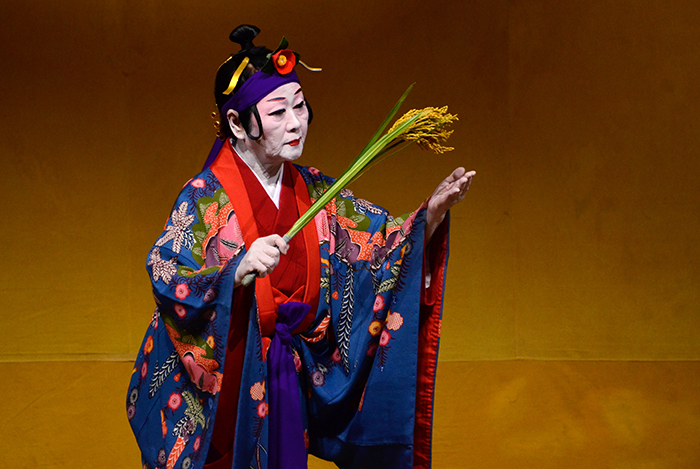
組踊

宴席では「御冠船踊り」と呼ばれる歌舞音曲が演じられた。これは賓客を料理と芸能でもてなす琉球の習慣によるものであったと考えられる。なお、「諭祭の宴」、「冊封の宴」では音楽のみで踊りは演じられず、あとの五宴で歌と踊りが演じられた。1719年の尚敬冊封時の「大宴」で玉城朝薫の演出により組踊が初めて演じられたことはよく知られている。
五段までのコース料理が終わると、国王と冊封正副使は手水を使うためにいったん席を外し、再着席後の食卓には飾りとしての料理・点心である看卓が並べられた。その間、「御冠船踊り」は上演され続けていたものと推測されている。なお重陽の宴では「御冠船踊り」終了後、座席を舞台に移して花火鑑賞が行われた。
最終の大宴である「望舟の宴」では、1683年の尚貞の冊封時以降、国王自ら冊封使に留学生である官生の派遣許可を皇帝に代奏してもらうように請願する習わしであった。

## 影響
琉球王府の関係者が鹿児島や江戸で薩摩藩の関係者をもてなす際に、御冠船料理と同様のメニューがあったことが確認されている。また19世紀にイギリス船、フランス船が琉球に現れた際には、艦長らを首里城に招いて12碗の御冠船料理で接待した記録が残っている。また中国から来琉した人々の子孫が住む久米村では、19世紀中頃までに行事の際の料理として御冠船料理が取り入れられ、明治時代の末頃まで御冠船料理の流れをくむ行事食が作られていたことが確認されている。
また琉球王国にとって薩摩藩など日本との関係性も非常に重要であり、琉球王府の料理人としては、中華料理ばかりではなく日本料理の料理人も必要不可欠であった。こうして王府の料理人は中華料理、日本料理の技法に習熟していき、そのような中で琉球料理が形作られていく。琉球料理は御冠船料理のような中華料理と日本料理とが、琉球の産物や気候や風土に合わせるように調理法が変化していったことによって成立したと言える。そして1879年の琉球処分の後、御冠船料理を始めとする王府の宮廷料理は民間に徐々に広まっていくことになった。
かつて琉球料理最高の格式の料理とされた「五段の御取持」は、その内容は琉球料理であるが、名称は御冠船料理の五段の名を取ったものと考えられている。

## 再現の試み
1988年、沖縄の食文化の研究家である金城須美子が、御冠船料理の中で素材と調理法が比較的容易に判明した料理20品のうち9品、4品のスープのうち1品、計10品の再現を行った。再現に当たり文献資料の内容から福建料理や北京の宮廷料理を参考にした。
続いて料理研究家の安次富順子が、2000年に2回、2002年、2003年の計4回、御冠船料理49品の再現を行った。再現に当たり品数が多いため多額となる制作費用の確保、食材や食器の入手、料理そのものの制作に多大な労力がかかった。中でも食材の入手では鹿筋、烏心豆の入手に苦労し、そもそも現在では入手が不可能となったジュゴンは鯨肉で代用してみたものの、後になって黒っぽい鯨肉とは異なり、ジュゴンは白っぽい肉であったことを知るなどの苦心があった。
そして琉球王国への冊封使について研究している鄔揚華が中心となり、2012年に蘇州、2013年に沖縄と上海、そして2014年に再び沖縄で御冠船料理49品の復元を行った。復元は中国の宮廷料理の制作を行っている料理人、沖縄料理の研究者らの協力を得ながら進められ、やはり食材の中には入手が難しかったものがあり、入手不可能なジュゴンについては、味が良く似ているとされている霜降りの牛肉で代用した。調理の場においては烏心豆を豆豉のような調味料的な使用方法にするのか、飾りとして用いるのかを迷ったが、結局飾りとして使用することになった。